# Stöckach, Lindach und Herrenwald
Stöckach, Lindach und Herrenwald este o arie protejată (arie specială de conservare — SAC, sit de importanță comunitară — SCI) din Germania întinsă pe o suprafață de 1.184,2 ha, integral pe uscat.

## Localizare
Centrul sitului Stöckach, Lindach und Herrenwald este situat la coordonatele 49°32′09″N 9°57′05″E / 49.5358°N 9.9514°E.

## Înființare
Situl Stöckach, Lindach und Herrenwald a fost declarat sit de importanță comunitară în noiembrie 2004 pentru a proteja 3 specii de animale. Situl a fost protejat și ca arie specială de conservare în aprilie 2016.

## Biodiversitate
Situată în ecoregiunea continentală, aria protejată conține 3 habitate naturale: Păduri de fag Asperulo-Fagetum, Păduri de stejar sau de stejar și carpen sub-atlantice și medio-europene de Carpinion betuli, Păduri de stejar și carpen Galio-Carpinetum.
La baza desemnării sitului se află mai multe specii protejate:
- amfibieni (1): izvoraș-cu-burta-galbenă (Bombina variegata)
- mamifere (2): liliac cu urechi mari (Myotis bechsteinii), liliac comun (Myotis myotis)